# Copa do Centenário do Campeonato Paraense
A Copa do Centenário do Campeonato Paraense foi um torneio de futebol disputado em 2008, criado pela Federação Paraense de Futebol.
A ideia era comemorar os cem anos do Campeonato Paraense de Futebol. O torneio teve a participação dos quatro times que até então haviam sido campeões paraenses: Remo, Paysandu, Tuna Luso e União Esportiva. O União Esportiva foi representado pelo Ananindeua, já que o time não existe mais desde os anos 1960.
No entanto, por falta de público nos jogos, Remo e Paysandu desistiram de disputar o torneio após a primeira rodada. Tuna Luso e União Esportiva fizeram a segunda rodada como se fosse uma final. O resultado de 0 a 0 deu o título à Tuna, que jogava pelo empate por possuir maior saldo de gols.
A campeã Tuna Luso não vencia um torneio oficial desde 1992, quando foi campeã brasileira da série C.

## Tabela e Classificação

### Primeira rodada
| 18 de outubro de 2008 | Paysandu | 1 - 2 | União Esportiva |  |
|                       |          |       |                 |  |

| 18 de outubro de 2008 | Tuna Luso | 3 - 1 | Remo |  |
|                       |           |       |      |  |

Demais jogos cancelados
| 25 de outubro de 2008 | Tuna Luso | - | União Esportiva |  |
|                       |           |   |                 |  |

| 25 de outubro de 2008 | Paysandu | - | Remo |  |
|                       |          |   |      |  |

| 1 de novembro de 2008 | União Esportiva | - | Remo |  |
|                       |                 |   |      |  |

| 1 de novembro de 2008 | Tuna Luso | - | Paysandu |  |
|                       |           |   |          |  |

### Final
| 2 de novembro de 2008 | Tuna Luso | 0 - 0 | União Esportiva |  |
|                       |           |       |                 |  |

## Classificação
| Clube           | Pontos | Jogos | Vitórias | Empates | Derrotas | Saldo |
| --------------- | ------ | ----- | -------- | ------- | -------- | ----- |
| Tuna Luso       | 4      | 2     | 1        | 1       | 0        | 2     |
| União Esportiva | 4      | 2     | 1        | 1       | 0        | 1     |
| Paysandu        | 0      | 1     | 0        | 0       | 1        | 1-    |
| Remo            | 0      | 1     | 0        | 0       | 1        | 2-    |